# Spilosoma spilosomoides
Spilosoma spilosomoides är en fjärilsart som beskrevs av Walker 1864. Spilosoma spilosomoides ingår i släktet Spilosoma och familjen björnspinnare. Inga underarter finns listade i Catalogue of Life.